# Руска Воља
Руска Воља (слч. Ruská Voľa) насељено је мјесто са административним статусом сеоске општине (слч. obec) у округу Вранов на Топлој, у Прешовском крају, Словачка Република.

## Становништво
| Година:    | 1994. | 2004.   | 2014.   | 2024.   |
| ---------- | ----- | ------- | ------- | ------- |
| Број људи: | 81    | 76      | 82      | 90      |
| Разлика:   |       | -6,17 % | +7,89 % | +9,75 % |

| Година:    | 2023. | 2024.   |
| ---------- | ----- | ------- |
| Број људи: | 88    | 90      |
| Разлика:   |       | +2,27 % |

Према подацима о броју становника из 2024. године насеље је имало 90 становника.